# David Wesley
Pour les articles homonymes, voir Wesley.
David Barakau Wesley, né le 14 novembre 1970 à San Antonio au Texas (États-Unis), est un joueur américain de basket-ball.

## Biographie
À sa sortie du lycée à Longview, Texas, Wesley effectue son année freshman à Temple College, puis est transféré à l'université de Baylor. Il y joue 72 matchs pour des moyennes de 17 points et 4,4 passes décisives par match. 
Lorsque Wesley quitte l'université en 1993, de nombreux recruteurs le considèrent trop petit (1,85 m) pour jouer au poste d'arrière en NBA, et sont sceptiques sur ses capacités à faire la transition sur le poste de meneur. Il signe un contrat avec les New Jersey Nets sans être drafté, puis a évolué ensuite sous les couleurs des Boston Celtics, des Charlotte/New Orleans Hornets, des Houston Rockets et des Cleveland Cavaliers. Wesley a dissipé les doutes sur ses capacités à évoluer au poste de meneur en NBA; il a compilé des moyennes de 13 points et 4,6 passes décisives par match en 14 années de carrière, jusqu'à la saison 2006-2007. Il était considéré comme un défenseur tenace et un shooteur fiable.
Il met donc un terme à sa carrière à l'issue de la saison 2006-2007, ne disputant que 35 matchs pour des moyennes de 2,1 points, 1,0 rebond et 1,1 passe décisive à cause d'une blessure contractée en début de saison. Le 29 septembre 2007, il est transféré aux Hornets contre Cedric Simmons. Le 29 octobre 2007, les New Jersey Nets récupèrent David Wesley des New Orleans Hornets contre Bernard Robinson, Mile Ilić et une somme d'argent. Le 1er novembre 2007, les New Jersey Nets l'évincèrent. Quelques jours plus tard, il annonce qu'il met un terme à sa carrière. Wesley a inscrit 11 842 points en carrière, le classant au 2e rang des joueurs non-draftés derrière Moses Malone et ses 1123 tirs à trois-points réussis le classe au 35e rang dans l'histoire de la NBA
L'un des futurs objectifs de Wesley est de devenir entraîneur d'une équipe universitaire de basket-ball.

## Fait divers
David Wesley a été inculpé en 2000 pour conduite dangereuse et conduite en état d'ivresse lors de l'accident qui a coûté la vie à son ami et coéquipier Bobby Phills. Un rapport de la police de Mecklenburg County, Caroline du Nord établit que Phills et Wesley faisait une course à plus de 160 km/h lorsque Phills perdit le contrôle de son véhicule et percuta une voiture venant en sens inverse. Le rapport affirma que Phills et Wesley conduisaient de façon "erratique, inconsciente, imprudente, négligente et/ou d'une manière agressive", et que les deux hommes étaient "impliqués dans une compétition de vitesse". Wesley conduisait également alors que son permis était suspendu à ce moment-là. 

## Records sur une rencontre en NBA
Les records personnels de David Wesley en NBA sont les suivants, :
| Record de la franchise |

| Type de statistique        | Saison régulière | Saison régulière       | Saison régulière | Playoffs | Playoffs                | Playoffs      |
| Type de statistique        | Record           | Adversaire             | Date             | Record   | Adversaire              | Date          |
| -------------------------- | ---------------- | ---------------------- | ---------------- | -------- | ----------------------- | ------------- |
| Points                     | 37               | @ Hornets de Charlotte | 22 novembre 1995 | 27       | Bucks de Milwaukee      | 17 mai 2001   |
| Paniers marqués            | 15               | Bullets de Washington  | 6 avril 1997     | 9        | 2 fois                  | 2 fois        |
| Paniers tentés             | 24               | Grizzlies de Memphis   | 21 février 2003  | 21       | @ 76ers de Philadelphie | 23 avril 2003 |
| Paniers à 3 points réussis | 8                | @ Jazz de l'Utah       | 12 décembre 2002 | 5        | Mavericks de Dallas     | 28 avril 2005 |
| Paniers à 3 points tentés  | 11               | 2 fois                 | 2 fois           | 9        | @ 76ers de Philadelphie | 23 avril 2003 |
| Lancers francs réussis     | 13               | Bulls de Chicago       | 18 décembre 1995 | 9        | Magic d'Orlando         | 23 avril 2002 |
| Lancers francs tentés      | 13               | Bulls de Chicago       | 18 décembre 1995 | 10       | Bucks de Milwaukee      | 13 mai 2001   |
| Rebonds offensifs          | 6                | @ Bulls de Chicago     | 1er avril 1997   | 2        | 4 fois                  | 4 fois        |
| Rebonds défensifs          | 9                | @ Pistons de Détroit   | 12 avril 1999    | 6        | @ Heat de Miami         | 4 mai 2004    |
| Rebonds totaux             | 10               | @ Pistons de Détroit   | 12 avril 1999    | 6        | @ Heat de Miami         | 4 mai 2004    |
| Passes décisives           | 15               | Pacers de l'Indiana    | 3 avril 1998     | 12       | Hawks d'Atlanta         | 23 avril 1998 |
| Interceptions              | 7                | Heat de Miami          | 4 janvier 1995   | 5        | @ Hawks d'Atlanta       | 1er mai 1998  |
| Contres                    | 2                | 14 fois                | 14 fois          | 1        | 5 fois                  | 5 fois        |
| Balles perdues             | 8                | Hornets de Charlotte   | 28 février 1996  | 5        | 2 fois                  | 2 fois        |
| Minutes jouées             | 57               | Raptors de Toronto     | 11 décembre 1996 | 48       | @ Mavericks de Dallas   | 2 mai 2005    |

- Double-double : 55 (dont 2 en playoffs)
- Triple-double : 0